# Reginald Warneford
Reginald Alexander John Warneford, VC (n. 15 octombrie 1891, Darjeeling, India Britanică – d. 17 iune 1915, Buc, Franța) a fost un ofițer al Royal Naval Air Service (RNAS) decorat cu Crucea Victoria, cea mai înaltă și mai prestigioasă decorație britanică pentru curaj în fața dușmanului.

## Copilăria
Warneford s-a născut la Darjeeling, India Britanică, fiind fiul unui mecanic de locomotivă de pe Căile Ferate Indiene. A fost adus în Anglia în copilărie, și trimis să învețe la King Edward VI School⁠(en)[traduceți] din Stratford-upon-Avon, dar când familia sa a revenit în India, el și-a continuat educația la English College, Simla. După ucenicia din Marina Comercială, Warneford s-a angajat la British-India Steam Navigation Company⁠(en)[traduceți]. La momentul izbucnirii Primului Război Mondial, el se afla în Canada pregătit de a se întoarce în India. Atunci, el și-a schimbat planurile și s-a întors în Marea Britanie, s-a înrolat în Forțele Terestre dar a fost aproape imediat transferat la Royal Navy Air Service pentru a fi pregătit ca pilot.

## Serviciul militar
Pregătirea lui Warneford a început la Hendon, după care a trecut la Upavon unde și-a încheiat-o la 25 februarie 1915. În decursul antrenamentului, comandantul Naval Air Stations⁠(en)[traduceți], R.M. Groves⁠(en)[traduceți] ar fi spus: „acest tânăr ori va face lucruri mărețe, ori se va omorî singur.” Instructorul de zbor al lui Warneford de la acea vreme, Warren Merriam⁠(en)[traduceți], i-a observat priceperea ca pilot, dar a aranjat în mod special să se asigure că ceea ce el percepea ca fiind o încredere în sine exagerată din partea lui Warneford nu-l va împiedica să ajungă ofițer. Merriam a profitat de ocazie la o vizită a comandorului Groves la Hendon pentru a-i cere lui Warneford să facă o demonstrație a îndemânării sale la zbor. Impresia favorabilă pe care i-a produs-o lui Groves a cântărit mai mult ca ideile comandantului escadrilei de atunci, că Warneford nu ar fi bun de ofițer din pricina indisciplinei.
Warneford a fost inițial trimis la Flotila 2 de pe Insula Sheppey⁠(en)[traduceți] din Kent, dar a fost mutat la scurt timp (7 mai 1915) la o unitate operativă din cadrul Flotilei 1 de la Veurne, de pe coasta Belgiei. De-a lungul următoarelor câteva săptămâni, Warneford s-a implicat în atacuri asupra trupelor și artileriei germane, precum și în acțiuni asupra avioanelor inamice. Agresivitatea și eficiența sa i-au făcut pe ofițeri să-i acorde mai mare libertate de mișcare și propriul său avion. La 17 mai 1915, Warneford a întâlnit zepelinul LZ 39 angajat într-un raid de bombardament deasupra Regatului Unit. El a atacat zepelinul cu mitraliera, dar acesta a aruncat balastul și s-a înălțat, ieșind din raza lui de acțiune.

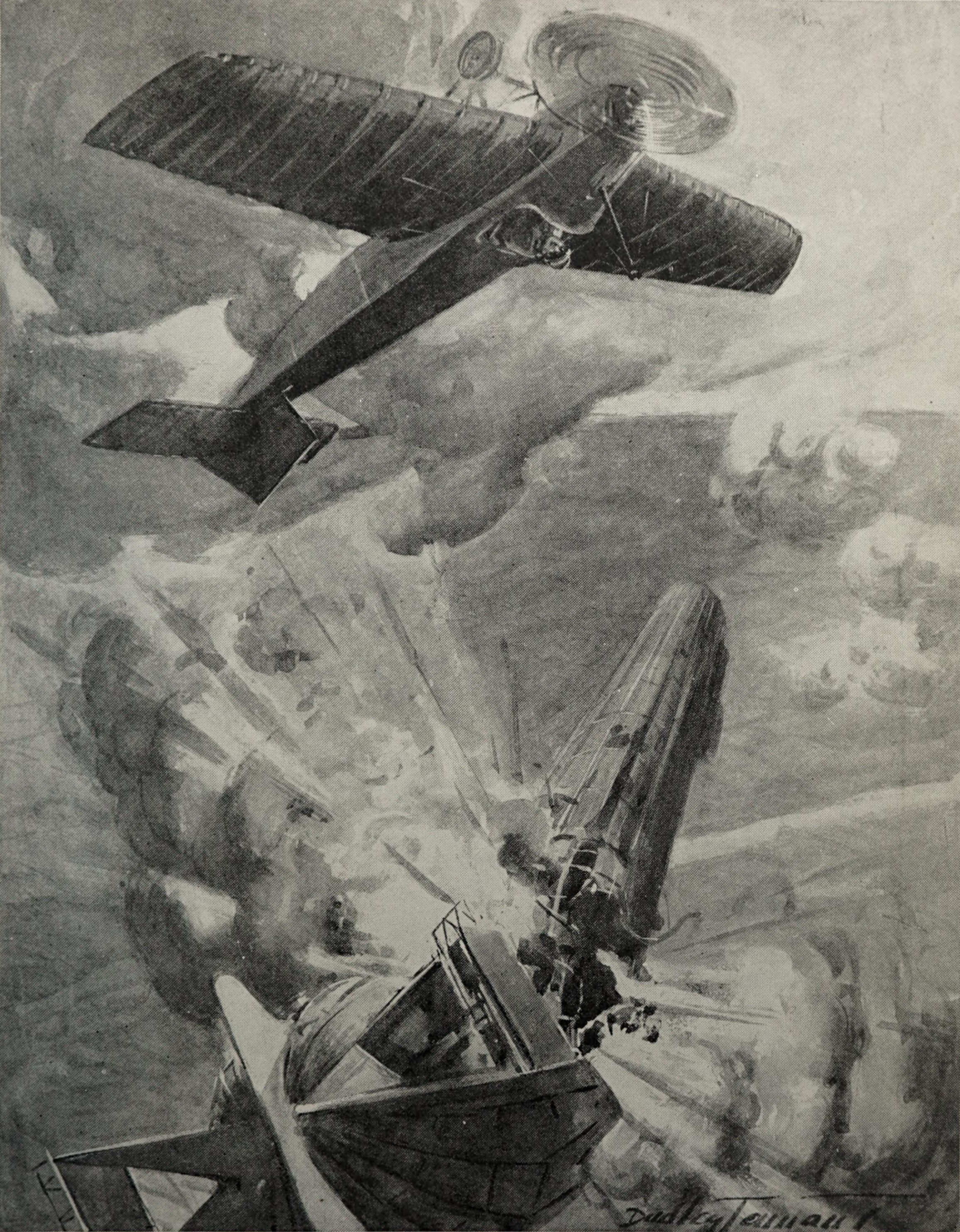
Desen reprezentând doborârea zepelinului LZ37 de către Rex Warneford

La 7 iunie 1915, la Gent, Belgia, Warneford, la manșa unui avion Morane-Saulnier Type L, a atacat zepelinul german LZ 37. El a urmărit aeronava din zona de coastă de lângă Oostende și, în pofida tirului defensiv de mitralieră al zepelinului german, a reușit să zboare deasupra acestuia și să lanseze trei bombe asupra sa, dintre care ultima a explodat și a incendiat aeronava. LZ37 s-a prăbușit în Sint-Amandsberg(51°3′43.2″N 3°44′54.7″E / 51.062000°N 3.748528°E). Suflul exploziei a răsturnat avionul lui Warneford și i-a oprit motorul. Neavând alternativă, Warneford a zburat o vreme întors, apoi și-a răsucit din nou avionul și a planat, aterizând în spatele liniilor inamice. După 35 de minute de reparații, el a reușit să repornească motorul și să se întoarcă la bază. Pentru aceste fapte, regele George al V-a i-a conferit imediat Crucea Victoria, anunțându-l prin telegraf. Deși regele a telegrafiat și Amiralității pentru a grăbi decorarea lui Waterford, aceasta nu a avut loc în timp util.
În schimb, aflat pe continent la 17 iunie 1915, Warneford a fost decorat cu legiunea de onoare de către comandantul armatei francez, generalul Joffre. După un prânz oficial, Warneford a mers la aerodromul de la Buc pentru a lua un avion și a-l duce RNAS la Veurne. După un zbor scurt de test, el a mai urcat la bordul avionului pentru a transporta ca pasager pe ziaristul american Henry Beach Newman. În timpul unei ascensiuni până la 65 m, aripile din dreapta s-au rupt, ceea ce a dus la distrugerea cadrului avionului. Relatările sugerează că niciunul dintre ocupanții avionului nu avea centurile prinse și ambii au fost aruncați din avion, suferind răni fatale. În cazul lui Newman, moartea a survenit imediat. 
Warneford a murit în drum spre spital. A fost înmormântat la cimitirul Brompton⁠(en)[traduceți] din Londra la 21 iunie 1915 după o ceremonie la care au participat mii de persoane. Mormântul său se află în fața colonadei din est.
Crucea Victoria primită de el este expusă la Fleet Air Arm Museum⁠(en)[traduceți] din Yeovil, Somerset, Anglia.

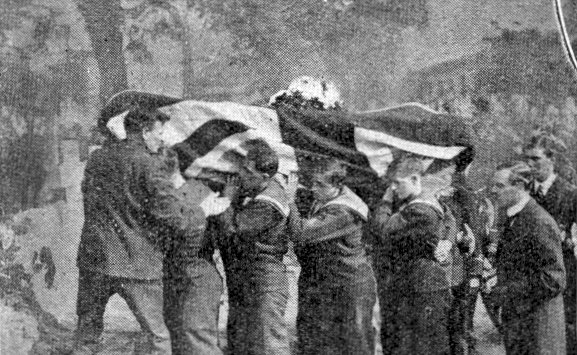
Înmormântarea lui Reginald Warneford

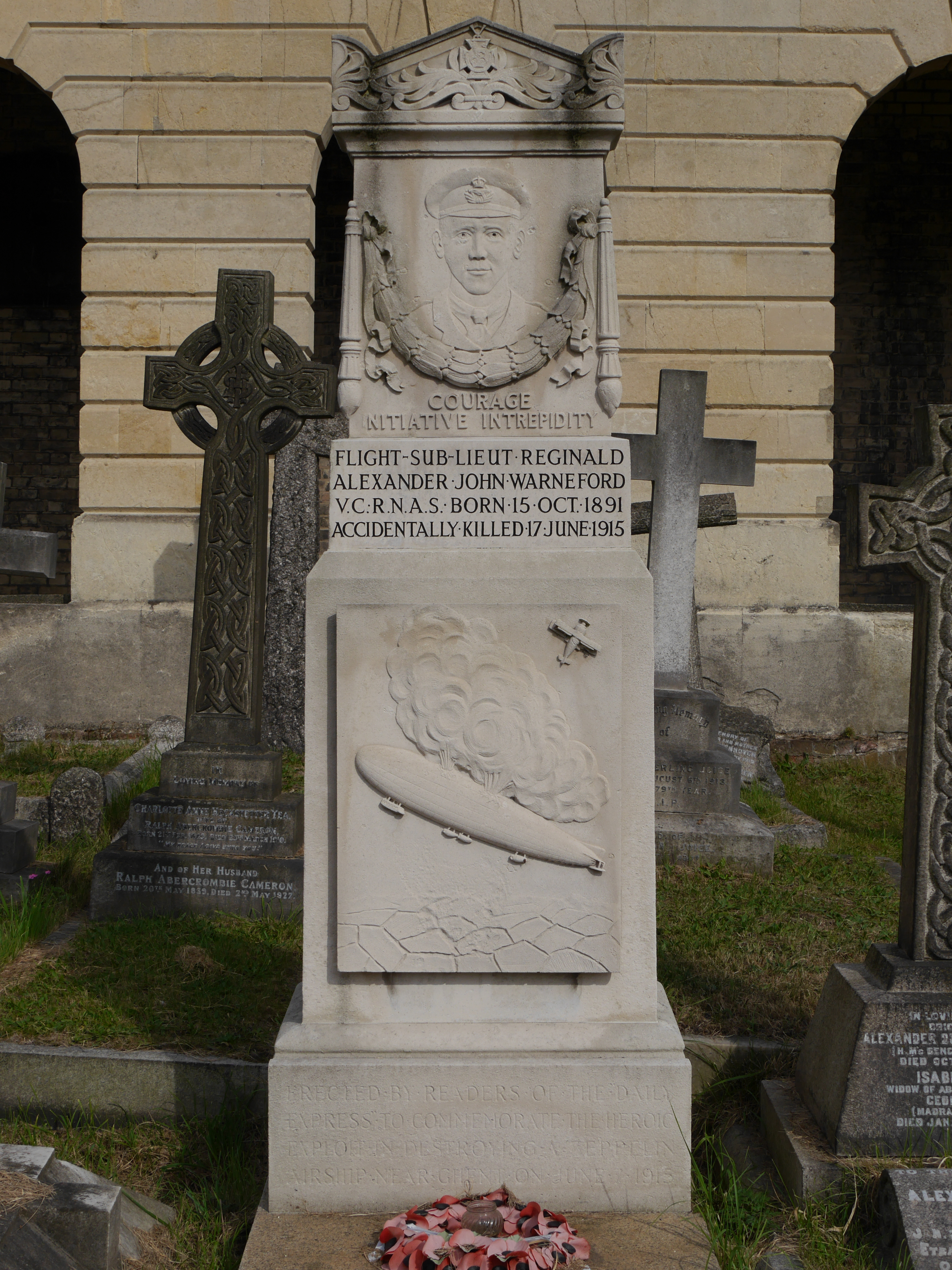
Monumentul funerar din cimitirul Brompton, Londra